# Hada glacialis
Hada glacialis là một loài bướm đêm trong họ Noctuidae.